# Rocar U512
Rocar U512 – prototyp autobusu miejskiego wyprodukowany w 1995 roku w ilości jednej sztuki przez firmę Rocar.

## Historia
W 1995 roku rumuński producent autobusów Rocar zaprezentował trzy nowe autobusy miejskie. Były to między innymi autobusy Rocar U312, Rocar De Simon UL70 i Rocar U512. Pierwszy z nich był nową konstrukcją niezależną od autobusu Rocar 112 UDM (rozstaw osi pozostał ten sam), drugi z nich, czyli Rocar De Simon UL70 był licencyjną odmianą autobusu Inbus U210 z nadwoziem włoskiej firmy De Simon UL70, zaś trzeci był unowocześnioną wersją autobusu Rocar U312, w której silnik powędrował z pod podłogi pomiędzy osiami na zwis tylny. Do produkcji seryjnej jednak wdrożono tylko autobusy Rocar U312 i Rocar De Simon UL70.

## Konstrukcja

### Podwozie
Autobus Rocar U512 napędzał wysokoprężny silnik MAN D0826LUH05 niemieckiej firmy MAN o mocy 230 KM (169 kW), który był umieszczony z tyłu. Napęd był przenoszony przez automatyczną skrzynię biegów firmy Voith D851.2 o trzech przełożeniach. Do układu jezdnego zastosowano osie rumuńskiej firmy IABV Brașov na licencji węgierskiej firmy RÁBA.

### Nadwozie
Autobus Rocar U512 wyposażono w trzy pary drzwi w układzie 2-2-2. Przestrzeń pasażerska była wykonana w surowym stylu. Wewnątrz zastosowano 20 plastikowych siedzeń. Do oświetlenia wnętrza zastosowano oświetlenie jarzeniowe umieszczone w jednym rzędzie symetrycznie.

## Eksploatacja
Autobus był testowany w kilku rumuńskich miastach w połowie lat dziewięćdziesiątych. Po zakończeniu testów dalsze losy tego typu autobusów są nieznane. Prawdopodobnie został później zezłomowany.

## Źródła internetowe
- Zdjęcie prototypowego autobusu Rocar U512